# Šajser
Šajser je majhen potok v Sloveniji, desni pritok reke Krke. Potok izvira pri Velikem Slatniku, v  Krko pa se izliva pri naselju Graben v Novem mestu, tik za  Gradom Graben..